# Tomasz Kuchar
Tomasz Kuchar (ur. 16 lipca 1976 we Wrocławiu) – kierowca rajdowy i rallycrossowy, mistrz Polski w Rallycross w klasie Supercars (2016, 2017, 2018, 2019).

## Kariera
Rozpoczął karierę w 1995, zdobył 4 tytuły Mistrza Polski (klasa N-3 w 1998, F-2 w 1999 i 2000, Super 2000 2009). Jest zwycięzcą Volkswagen Sport Trophy '99, w sezonie 2002 był fabrycznym kierowcą zespołu Hyundai-Castrol World Rally Team. W latach 1999–2003 startował w Rajdowych Mistrzostwach Świata. Zasiadał za kierownicą takich samochodów rajdowych jak: Volkswagen Golf Kit-Car, Toyota Corolla WRC, Hyundai Accent WRC, Ford Focus WRC, Mitsubishi Lancer Evo VI, Evo VII (gr.N), Subaru Impreza spec C (gr.N), Fiat Panda Super 1600, Peugeot 207 Super 2000, Peugeot 307 WRC.
W 2001 roku za kierownicą Toyoty Corolli WRC wygrał wraz z pilotem Maciejem Szczepaniakiem Rajd Karkonoski zaliczany do rajdowych Mistrzostw Polski. W sezonie 2007 zwyciężył, tworząc załogę z Jakubem Gerberem, w Rajdzie Magurskim. W sezonie 2010 wraz z Danielem Dymurskim wygrał Rajd Elmot – I Rundę RSMP.
W 2001 roku na zaproszenie zespołu Gładysz Racing Team wystartował w wyścigu na Torze w Miedzianej Górze Volkswagenem Golfem Kit-car zajmując 2. miejsce w klasie do 2000 cm³ oraz 7. w klasyfikacji generalnej Grand Prix Polski. W 2005 roku wystartował gościnnie na Torze w Poznaniu w pucharze VW Castrol Cup, wyścigu nie ukończył.
W Rajdowych Mistrzostwach Świata jego najlepsze wyniki to:
- Rajd Szwecji 2002 – 12. miejsce przy silnej obsadzie, w pokonanym polu kilku kierowców fabrycznych (Toyota Corolla WRC)
- Rajd Nowej Zelandii 2002 – 11. miejsce (Toyota Corolla WRC)
- Rajd Australii 2002 – 12. miejsce (Toyota Corolla WRC)
- Rajd Szwecji 2004 – 4. miejsce w Production Car World Rally Championship.

Doskonałymi wynikami zakończyły się także starty w estońskim Rajdzie E.O.S. w 2001 i 2002 roku był tam trzeci, a w 2003 zajął drugie miejsce, tuż za Markko Märtinem.
W sezonach 2016, 17, 18, 19 został Mistrzem Polski Rallycross w klasie SuperCars.

### Zespoły
- 2000 – Polsat Rally&Racing
- 2001 – Polsat-Dialog Rally Team
- 2002 – Hyundai-Castrol World Rally Team
- 2005 – PlayStation 2 Rally Team
- 2006 – PlayStation 2 Rally Team
- 2007 – PLAYSTATION 3 Rally Team
- 2008 – Statoil-Loctite Rally Team
- 2009 – Peugeot Sport Polska Rally Team
- 2010 – Peugeot Sport Polska Rally Team
- 2017 – QHR RX Team
- 2018 – QHR RX Team

W 2009 roku kupił Lotnisko Debrzno, na którym buduje pierwszy w Polsce ośrodek sportów motorowych RALLYLAND.

### Rajd Barbórka
Tomasz Kuchar sześciokrotnie zwyciężył w Rajdzie Barbórka, pięciokrotnie był drugi. Pobił w ten sposób rekord Mariana Bublewicza i Pawła Przybylskiego. Był także najszybszy w Kryterium Karowa w latach 2008-2010.
- 2001 – 6. miejsce (Toyota Corolla WRC) – pilot: Maciej Szczepaniak
- 2003 – 1. miejsce (Mitsubishi Lancer) – pilot: Maciej Wodniak
- 2004 – 2. miejsce (Mitsubishi Lancer) – pilot: Krzysztof Gęborys / PlayStation 2 Rally Team
- 2005 – 2. miejsce (Subaru Impreza) – pilot: Jakub Gerber / PlayStation 2 Rally Team
- 2006 – 2. miejsce (Subaru Impreza) – pilot: Jakub Gerber / PlayStation 2 Rally Team
- 2007 – 1. miejsce (Subaru Impreza) – pilot: Daniel Dymurski / PlayStation Rally Team
- 2008 – 1. miejsce, najszybszy w Kryterium Karowa (Subaru Impreza) – pilot: Daniel Dymurski / Statoil-Loctite Rally Team
- 2009 – 1. miejsce, najszybszy w Kryterium Karowa (Peugeot 307 WRC) – pilot: Daniel Dymurski
- 2010 – 1. miejsce, najszybszy w Kryterium Karowa (Peugeot 307 WRC) – pilot: Daniel Dymurski
- 2011 – 2. miejsce (Peugeot 307 WRC) – pilot: Daniel Dymurski
- 2012 – 1. miejsce (Subaru Impreza) – pilot: Daniel Dymurski
- 2013 – 2. miejsce (Peugeot 207 Super 2000) – pilot: Daniel Dymurski
- 2014 - 1 miejsce Kryterium Karowa (Subaru Impreza) - pilot: Daniel Dymurski

### Samochody
- 1995 – Fiat 126p
- 1996 – Opel Astra GSi
- 1997 – Opel Astra GSi | Zespół: Tedex Rally Team
- 1998 – Peugeot 306
- 1999 – Volkswagen Golf Kit-Car | Zespół: Polsat Rally&Racing
- 2000 – Volkswagen Golf Kit-Car, Toyota Celica GT-Four, Toyota Corolla WRC | Zespół: Polsat Rally&Racing
- 2001 – Hyundai Accent WRC, Toyota Corolla WRC, Mitsubishi Lancer Evo VI | Zespół: Polsat Dialog Rally Team
- 2002 – Toyota Corolla WRC, Hyundai Accent WRC | Zespół: Hyundai Castrol World Rally Team
- 2003 – Ford Focus WRC, Mitsubishi Lancer Evo VI
- 2004 – Mitsubishi Lancer Evo VI, Mitsubishi Lancer Evo VII
- 2005 – Subaru Impreza WRX STi | Zespół: PlayStation Rally Team
- 2006 – Subaru Impreza WRX STi N11, Subaru Impreza N12, Fiat Punto Super 2000 | Zespół: PlayStation Rally Team
- 2007 – Subaru Impreza WRX STi N12 | Zespół: PlayStation 3 Rally Team
- 2008 – Subaru Impreza WRX STi N12, Subaru Impreza WRX STi N14, Peugeot 207 Super 2000 | Zespół: Statoil-Loctite Rally Team
- 2009 – Peugeot 207 Super 2000 (RSMP), Peugeot 307 WRC (Rajd Barbórka) | Zespół: Peugeot Sport Polska Rally Team
- 2010 – Peugeot 207 Super 2000 (RSMP), Peugeot 307 WRC (Rajd Barbórka) | Zespół: Peugeot Sport Polska Rally Team
- 2011 – Mitsubishi Lancer Evo V
- 2012 – Subaru Impreza N12 spec C, gr. N (Rajd Lotos Baltic Cup), Subaru Impreza STi TMR 08, Subaru Impreza WRX STi '12
- 2013 – Peugeot 207 S2000 Evo2
- 2014 – Peugeot 207 S2000 Evo2
- 2015 – Ford Fiesta R5
- 2016 – Subaru Impreza WRX
- 2017 – Citroen C4 WRX
- 2018 – Peugeot 208 WRX

### Starty w Mistrzostwach ŚwiataWRC
| Sezon | Rajd                             | Pilot              | Samochód                                   | Miejsce                                           |
| ----- | -------------------------------- | ------------------ | ------------------------------------------ | ------------------------------------------------- |
| 1999  | Rallye Sanremo – Rallye d'Italia | Maciej Szczepaniak | Volkswagen Golf Kit Car                    | 37. w kl. gen, 6 w A7                             |
| 2000  | International Swedish Rally      | Maciej Szczepaniak | Toyota Celica GT-Four                      | 31. w kl. gen., 19 w A8                           |
| 2000  | TAP Rallye de Portugal           | Maciej Szczepaniak | Toyota Celica GT-Four                      | nie ukończył                                      |
| 2000  | Neste Rally Finland              | Maciej Szczepaniak | Toyota Corolla WRC                         | 22. w kl. gen.                                    |
| 2000  | Rallye Sanremo – Rallye d'Italia | Maciej Szczepaniak | Toyota Corolla WRC                         | nie ukończył                                      |
| 2002  | Uddeholm Swedish Rally           | Maciej Szczepaniak | Toyota Corolla WRC                         | 12. w klas. gen.                                  |
| 2002  | Rallye de France – Tour de Corse | Maciej Szczepaniak | Hyundai Accent WRC, Hyundai Castrol W.R.T. | nie ukończył (awaria układu elektrycznego na OS1) |
| 2002  | Cyprus Rally                     | Maciej Szczepaniak | Hyundai Accent WRC, Hyundai Castrol W.R.T  | 14. w klas. gen                                   |
| 2002  | Acropolis Rally                  | Maciej Szczepaniak | Toyota Corolla WRC                         | nie ukończył (awaria zawieszenia OS2)             |
| 2002  | Neste Rally Finland              | Maciej Szczepaniak | Toyota Corolla WRC                         | nie ukończył (wypadek na OS3)                     |
| 2002  | Propecia Rally New Zealand       | Maciej Szczepaniak | Toyota Corolla WRC                         | 11. w klas. gen.                                  |
| 2002  | Telstra Rally Australia          | Maciej Szczepaniak | Toyota Corolla WRC                         | 12. w klas. gen.                                  |
| 2002  | Network Q Rally of Great Britain | Maciej Szczepaniak | Toyota Corolla WRC                         | wypadek na OS 10                                  |
| 2003  | Uddeholm Swedish Rally           | Maciej Szczepaniak | Ford Focus WRC                             | 16. w klas. gen.                                  |
| 2003  | Propecia Rally New Zealand       | Maciej Szczepaniak | Ford Focus WRC                             | nie ukończył (wypadek na OS14)                    |
| 2003  | Acropolis Rally                  | Maciej Szczepaniak | Ford Focus WRC                             | nie ukończył (awaria silnika OS20)                |
| 2003  | Wales Rally of Great Britain     | Maciej Wodniak     | Mitsubishi Lancer Evo 6                    | nie ukończył (awaria silnika na OS6)              |
| 2004  | Uddeholm Swedish Rally           | Maciej Wodniak     | Mitsubishi Lancer Evo 7                    | 22. w klasyfikacji generalnej, 9 w N4, 4 w PCWRC  |
| 2004  | Corona Rally México              | Maciej Wodniak     | Mitsubishi Lancer Evo 6                    | nie ukończył (awaria chłodnicy na OS 9)           |
| 2004  | Propecia Rally New Zealand       | Maciej Woda        | Mitsubishi Lancer Evo 7                    | nie ukończył (awaria pompy paliwa na OS2)         |
| 2004  | Tour de Corse – Rallye de France | Jakub Gerber       | Mitsubishi Lancer Evo 7                    | 19. w klas. gen., 7 w N4, 6 w PCWRC               |